# Буфле
Буфле (фр. Boufflers) насеље је и општина у североисточној Француској у региону Пикардија, у департману Сома која припада префектури Абевил.
По подацима из 2011. године у општини је живело 114 становника, а густина насељености је износила 20,28 становника/km². Општина се простире на површини од 5,62 km². Налази се на средњој надморској висини од 27 метара (максималној 89 m, а минималној 17 m).

## Демографија
| 1962. | 1968. | 1975. | 1982. | 1990. | 1999. | 2011. |
| ----- | ----- | ----- | ----- | ----- | ----- | ----- |
| 156   | 171   | 135   | 135   | 126   | 129   | 114   |

График промене броја становника у току последњих година